# ジョン・ロウリネイティス
ジョン・ロウリネイティス（John Hodger Laurinaitis、1962年7月31日 - ）は、アメリカ合衆国の元プロレスラー、元WWE副社長。「ジョン・ラリナイダス」などと表記される場合もある。生年は1965年ともされる。
プロレスラーとしてはジョニー・エース（Johnny Ace）のリングネームで主に全日本プロレスで活躍していた。カッターやスタナーと呼ばれるムーヴの創始者とされている（後述）。
ジョー・ロウリネイティス（ロード・ウォリアー・アニマル）は兄、マーク・ロウリネイティス（ザ・ターミネーター / フューリー）は弟にあたる。甥のジェームズ・ロウリネイティスはNFLセントルイス・ラムズのラインバッカーとして活躍していた。

## 来歴
1986年、NWAフロリダ地区のCWFにおいてデビュー。当時はザ・シープハーダーズのマネージャーとして、ヒールのポジションにいた。その後、ノースカロライナのジム・クロケット・プロモーションズ（WCWの前身）に転戦し、シェーン・ダグラスとのアイドル系タッグチーム "ダイナミック・デューズ（The Dynamic Dudes）" で活動する。1989年にはCWFの後継団体FCWにて、弟のザ・ターミネーターとのコンビでナスティ・ボーイズとタッグ王座を争った。
その間の1988年8月、全日本プロレスに初来日。以降も全日本の常連外国人レスラーとして、小橋健太、スティーブ・ウィリアムス、マイク・バートン、スタン・ハンセンらとコンビを組んで活躍。1990年代全般は主戦場を全日本マットに絞り、1998年には三沢光晴の三冠ヘビー級王座に挑戦した。敗れたものの各種のエース・クラッシャーで三沢を苦しめた。
リングネームのエースにちなんで、入場時にオリジナルのトランプのエースカードを撒くというパフォーマンスを行った時期もある。また、ピースサインをパフォーマンスとして用いた時期もあり、その当時のタイツにはピースサインが施されていた。
2000年に全日本から三沢らが離脱したのをきっかけにレスラーを引退。全日本ではアメリカ人選手の招聘窓口も兼務していたことから、その人脈と手腕を見込まれ、引退後はWCWのブッキング部門の責任者となったが、WCW崩壊後はWWF（現WWE）に移籍した。同様にブッカーとして活躍し、2004年にタレント・リレーション部担当副社長、2007年には同上席副社長となるなど、エグゼクティヴとしてのキャリアを重ねている。
WWE入社後は背広組としての仕事が主で番組に出演することはほとんどなかったが、2011年からはビンス・マクマホンやCMパンクとの絡みで番組に度々登場し、ストーリーにもRAW臨時GMとして出演した。その後、正式なロウのGMに任命され、レッスルマニアXXVIIIにおいて、スマックダウンのGMセオドア・ロングとのGMの座をかけた試合に勝利し、ロウとスマックダウンの両番組のGMに就任した。このストーリーは2012年6月のノー・ウェイ・アウトにおいて、自身の代理人であるビッグ・ショーがジョン・シナに敗れ、自身はGM解任を告げられるという形で終了した。2013年には、レッスルマニア間近のスマックダウンに登場して、シナと戦うザ・ロックのセコンドになろうとしてロックに接近したが、叩きのめされた。
2015年9月現在、WWEタレント部門副社長をすでに辞めているが、エージェントとして働いている。また、ベラツインズの母キャシー・コレイスとジョン・ロウリネイティスが婚約したとWWEは公式に発表
2022年、ビンス・マクマホン会長兼CEO（当時）が不倫相手に口止め料と支払ったと大きく報じられ、ジョンも女性役員との不正行為が発覚したことで休職となっていたが、8月にWWEを解雇された。

## 得意技
エース・クラッシャー（新型 / 改良型）
エースの代名詞とも言える技。かつて使用していた旧型（初期型）エース・クラッシャーを、より強力にするために改良したもの。立っている相手の前に後ろ向きに立ち、相手の顔面を自分の肩口に乗せて両手もしくは片手で固定したあと、ジャンプして身体を前方に投げ出し背中からマットに倒れ込み、その衝撃で顔面と首に同時にダメージを与える。微妙に浮かせた相手の頭部を前に引っ張り込むような体勢にし、着地の反動で顔面を肩に叩きつけた後にマットにも叩きつける。
ネックブリーカー式（リバース式）、ランニング式、雪崩式、断崖式、メキシカン・エース・クラッシャー、スタンガン・エース・クラッシャーなどバリエーションは多い。
ダイヤモンド・ダラス・ペイジのダイヤモンド・カッターは、ジョニー・エースが彼に教えたことからダイヤモンド・カッターを使うようになったと言われている。
エース・クラッシャー（旧型 / 初期型）
立っている相手の前に後ろ向きに立ち、相手の顎を自分の肩口に乗せて両手もしくは片手で固定した後、ジャンプして尻餅をつくように着地し、その衝撃で顎と首に同時にダメージを与える。相手の頭部を完全に固定しておいて尻餅を突く反動で相手の首にむち打ちの効果を狙う技である。全日本プロレスに参戦し始めた頃、当時若手だった小橋もタッグマッチにおいて何度もフォールを奪われている。
メキシカン・エース・クラッシャー
走ってきた相手に対し、自らしゃがみ込んで相手の懐に入ると同時に、正面から両手で相手の体を抱え上げてリフトアップし相手を真上に放り投げた後、空中で相手の首をキャッチしエース・クラッシャー（新型）で叩きつけるエース・クラッシャーの応用技。三沢との三冠戦対策として考案し、同試合で披露。ダッドリー・ボーイズ（チーム3D）がフィニッシュで使う合体技「ダッドリー・デス・ドロップ（3D）」の動きをすべて1人でこなすような技である。
ギロチン・エース・クラッシャー
1990年代初頭から使用している技。前かがみさせた相手の斜め横に立ち、相手に近い方の足を相手の首筋に掛け、自分に近い相手の片腕を取り、その状態のままジャンプしてもう片方の自分の足を前方に投げ出し、尻餅をつく形で着地すると同時に相手をマットに衝突させてダメージを与える。フィニッシュとしてはあまり使用されない。名前はエース・クラッシャーの派生技のようであるが、実際はまったく別に開発された技といえる。
トップロープ式エースクラッシャー
まず相手をコーナートップに座らせ脚だけコーナーに絡ませる。そこから相手の首辺りを抱えて相手の全身が伸びるまでリング内に引っ張りエース・クラッシャーを放つ。相手はコーナートップに脚を固定したままなので、頭から高角度にマットへ突き刺さることになる。最初に開発したフィニッシュムーブで、様々なバリエーションがある。最近は繋ぎ技として使われることが多い。元はジョニー・エースが考案し、使用していた技。
コブラクラッチ・スープレックス
スタンディングのコブラクラッチの状態から相手を背後に投げ捨てる。小橋とチーム「GET」結成後、エース・クラッシャーと並ぶエースのフィニッシュ・ホールドとなった。「エース・ボム」と自ら呼んだこともあったがこの呼び名は定着しなかった。
ジョニー・スパイク
インプラントDDT。フロントネックロックの状態から、開いている自らの片手で相手のタイツをつかみ、相手を垂直よりも少し前のめりに抱え上げて頭・前頭部から真下へ落とす。彼の必殺技としては各種エース・クラッシャーやコブラクラッチ・スープレックスのイメージが強いが、威力では最強の技とも言われている（タッグマッチではあるが、この技で三沢光晴から完璧な3カウントを奪取したこともある）。
ドクター・ボム
開発者はスティーブ・ウィリアムス。彼とタッグを組んでいたときに伝授されて使用。エース・クラッシャーと2大フィニッシュとして使用した時期もある。小橋からこの技でフォールも奪っている。
ムーンサルトプレス
初公開は1991年1月27日、後楽園ホールにおけるジョー・ディートン＆ビリー・ブラック組とのアジアタッグ王座防衛戦で、ビリー・ブラック相手に披露。しばらく封印していたが、小橋と抗争していた1994年頃に小橋を挑発する意図で復活させた。その後、小橋とタッグを組んでいた時に、この技を得意としていた小橋に触発されて再び出した。大試合でしか出さない隠し技である。

## タイトル歴
全日本プロレス
- 世界タッグ王座：4回（w / 小橋健太×2、マイク・バートン、スティーブ・ウィリアムス）
- アジアタッグ王座：2回（w / 小橋健太）
- 新春ヘビー級バトルロイヤル優勝（1991年）

フロリダ・チャンピオンシップ・レスリング
- FCWフロリダ・タッグ王座：2回（w / ザ・ターミネーター）

インターナショナル・チャンピオンシップ・レスリング・アソシエーション
- ICWAフロリダ・ヘビー級王座：1回

オレゴン・レスリング・フェデレーション
- OWFヘビー級王座：1回

## 入場テーマ曲
- Kickstart My Heart（モトリー・クルー）
- Fanfare To The Rule - 2011年から使われている入場曲